# La font
La font és una pintura a l'oli realitzada per Gustave Courbet el 1866 i que actualment s'exposa al Metropolitan Museum of Art de Nova York.